# Carbon tetrachloride
Carbon tetraclorua hay tetrachloromethan là một hợp chất hữu cơ có công thức hóa học CCl4. Người ta sử dụng chủ yếu hợp chất này làm chất phản ứng trong tổng hợp hữu cơ. Trước đây nó còn làm chất dập lửa và làm chất làm lạnh. Đây là một chất lỏng không màu có mùi "thơm".
Theo danh pháp IUPAC, hợp chất này có hai tên gồm carbon tetrachloride và tetrachloromethan. Người ta còn gọi nó một cách thông tục là "carbon tet".

## Lịch sử và tổng hợp
Sản xuất carbon tetraclorua suy giảm mạnh từ thập niên 1980 do các e ngại về môi trường và do nhu cầu bị suy giảm đối với các CFC, có nguồn gốc từ carbon tetraclorua. Năm 1992, sản lượng tại Hoa Kỳ-châu Âu-Nhật Bản ước khoảng 720.000 tấn.
Carbon tetrachloride ban đầu được nhà hóa học người Pháp Henri Victor Regnault tổng hợp vào năm 1839 nhờ phản ứng của chloroform với chlor, nhưng hiện nay chủ yếu được tổng hợp từ methan:
CH4 + 4Cl2 → CCl4 + 4HCl
Việc sản xuất nó thường tận dụng các phụ phẩm của các phản ứng chlor hóa khác, chẳng hạn như tổng hợp dichloromethan và chloroform. Các chlorocarbon cao hơn cũng có thể dùng để "phân hủy bằng chlor":
C2Cl6 + Cl2 → 2CCl4
Trước thập niên 1950, carbon tetrachloride được sản xuất bằng chlor hóa carbon disulfide ở 105–130 ℃:
CS2 + 3Cl2 → CCl4 + S2Cl2

## Tính chất
Trong phân tử carbon tetraclorua, bốn nguyên tử chlor nằm ở các vị trí đối xứng tại các góc của cấu hình tứ diện kết nối với nguyên tử carbon ở tâm bằng các liên kết cộng hóa trị đơn. Do phân bó đối xứng trong không gian như vậy nên phân tử carbon tetraclorua không có mômen lưỡng cực ròng; nghĩa là CCl4 không phân cực. Trong vai trò của một dung môi, nó hòa tan khá tốt các hợp chất không phân cực khác, chất béo và dầu mỡ. Nó hơi dễ bay hơi, tạo ra hơi với mùi đặc trưng như của các dung môi chlor hóa khác, hơi tương tự như mùi của tetrachloroethylen dùng trong các cửa hàng giặt là khô.
Tetrachloromethan rắn có 2 dạng thù hình: dạng kết tinh II dưới -47,5 ℃ (225,6 K) và dạng kết tinh I trên -47,5 ℃.
Ở -47,3 ℃ nó có cấu trúc tinh thể đơn tà với nhóm không gian C2/c và các hằng số mạng a = 20,3, b = 11,6, c = 19,9 (×10−1 nm hay Å), β = 111°.

## Sử dụng
Đầu thế kỷ XX, carbon tetraclorua được sử dụng rộng rãi làm dung môi tẩy rửa khô, cũng như làm chất làm đông lạnh hay trong các bình chữa cháy. Tuy nhiên, khi người nhận thấy dường như phơi nhiễm carbon tetrachloride có ảnh hưởng nghiêm trọng tới sức khỏe thì các chất thay thế an toàn hơn như tetrachloroethylen được dùng cho các ứng dụng đó và việc sử dụng nó trong các ứng dụng này bị suy giảm từ khoảng năm 1940 trở đi. Carbon tetrachloride còn được dùng làm thuốc trừ dịch hại để giết sâu bọ trong ngũ cốc đang lưu trữ, nhưng trong năm 1970 nó đã bị cấm dùng trong các sản phẩm tiêu dùng tại Hoa Kỳ.
Trước khi có nghị định thư Montreal, một lượng lớn carbon tetraclorua đã được sử dụng để sản xuất các chất làm lạnh freon R-11 (trichlorofluoromethan) và R-12 (dichlorodifluoromethan). Tuy nhiên, các chất làm lạnh này hiện nay bị coi là đóng vai trò trong sự suy giảm ozon và bị loại bỏ. Carbon tetraclorua hiện vẫn còn được dùng để sản xuất các chất làm lạnh ít phá hủy tầng ozon hơn.
Carbon tetraclorua cũng được sử dụng để phát hiện neutrino. Carbon tetraclorua à một trong những chất độc mạnh nhất đối với gan và được sử dụng trong nghiên cứu khoa học để đánh giá các chất bảo vệ gan.

## Phản ứng
Carbon tetraclorua trên thực tế không cháy ở các nhiệt độ thấp. Ở nhiệt độ cao trong không khí, nó tạo ra photgen (COCl2) độc hại.
Do không có liên kết C–H, carbon tetraclorua không dễ dàng tham gia các phản ứng gốc tự do. Vì thế nó là dung môi hữu ích trong các phản ứng halogen hóa bằng các halogen nguyên tố hay bằng các chất phản ứng như N-bromosuccinimid.
Trong hóa hữu cơ, carbon tetraclorua đóng vai trò của nguồn cấp chlor trong phản ứng Appel.
Carbon tetrachloride, cũng như các hợp chất CFC khác, có khả năng tham gia phản ứng Friedel-Crafts với benzen, có mặt xúc tác acid Lewis như nhôm chloride hoặc sắt chloride và nước, thu được triphenylmethan và acid halogenic:
C6H6 + CCl4 -> (C6H5)3CCl + 3HCl
Sau đó, thủy phân hỗn hợp trong nước, thu đựoc triarylmethan, từ đó sản xuất ra các loại thuốc nhuộm khác nhau.

## Dung môi
Nó được dùng làm dung môi trong nghiên cứu hóa tổng hợp, nhưng do các tác động xấu tới sức khỏe nên nó không còn được sử dụng rộng rãi nữa và các nhà hóa học nói chung cố gắng thay thế nó bằng các dung môi khác. Đôi khi nó hữu ích để làm dung môi cho phổ hồng ngoại học do không có các dải hấp thụ đáng kể (> 1.600 cm−1). Do carbon tetrachloride không chứa bất kỳ nguyên tử hydro nào, nên trong quá khứ nó được dùng trong phổ NMR proton. Tuy nhiên, carbon tetrachloride là độc hại và khả năng hòa tan của nó là thấp. Nó đã bị thay thế phần lớn bởi các dung môi đơteri hóa, thường là có các thuộc tính hòa tan tốt hơn và cho phép phổ kế giữ đơteri.

## An toàn
Phơi nhiễm trước hàm lượng cao của carbon tetraclorua (bao gồm cả thể hơi) có thể ảnh hưởng tới hệ thần kinh trung ương và làm suy thoái gan và thận cũng như có thể gây ra (sau phơi nhiễm kéo dài) hôn mê và thậm chí gây tử vong. Phơi nhiễm kinh niên trước carbon tetraclorua có thể gây ra ngộ độc gan và tổn thương thận hay gây ra ung thư Các thông tin cụ thể hơn có thể tìm thấy trong các MSDS của nó.
Carbon tetraclorua vừa là tác nhân gây suy giảm ozon vừa là khí gây hiệu ứng nhà kính. Tuy nhiên, kể từ năm 1992 nồng độ của nó trong không khí đã suy giảm vì các lý do đề cập trên đây.

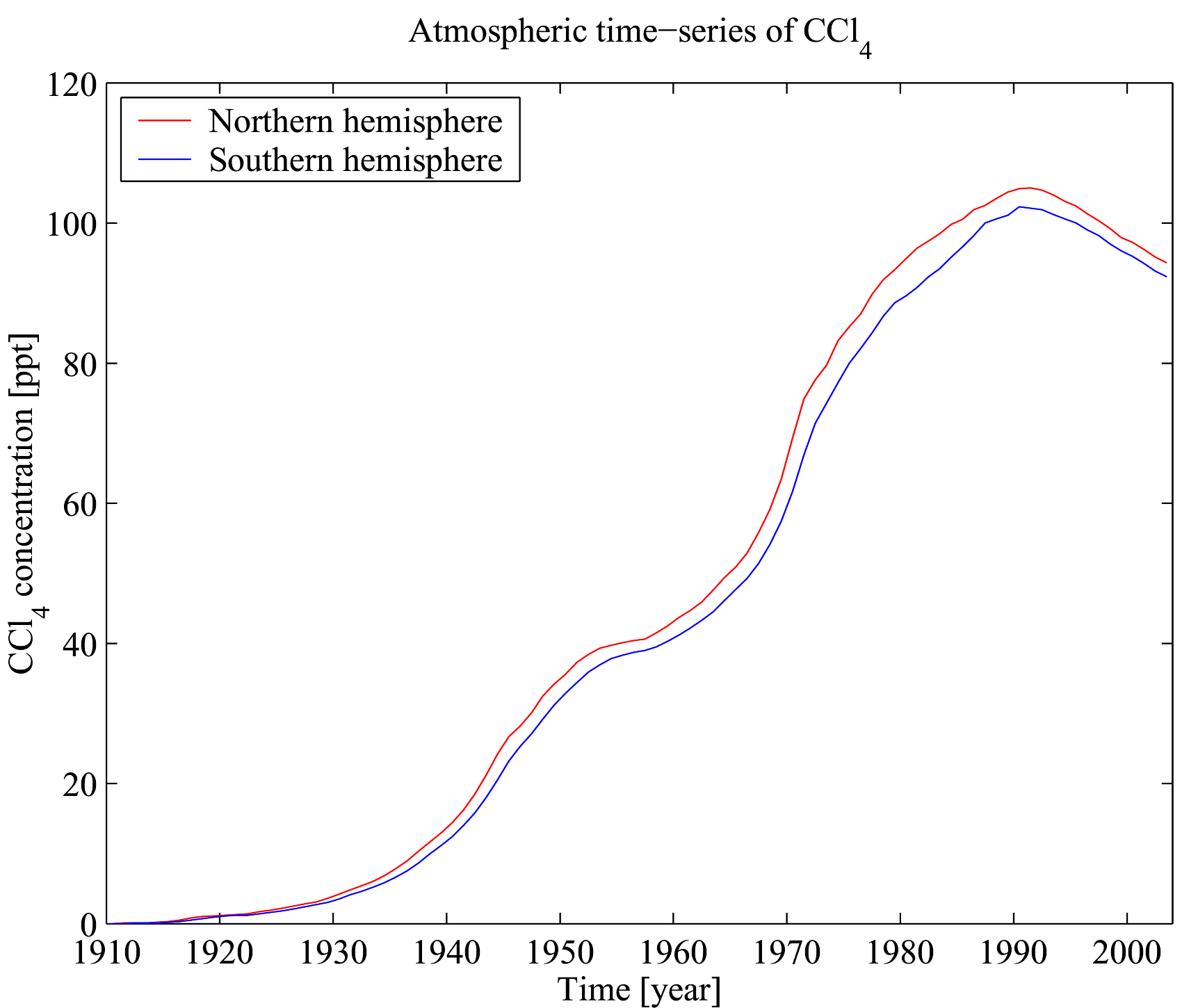
Nồng độ trong khí quyển của CCl_{4} theo thời gian (Walker và ctv., 2000).